# Promessa scout
On my honour I promise that I will do my best --

 To do my duty to God and the homeland.

 To help other people at all times.

 To obey the Scout Law.
Sul mio onore prometto che farò del mio meglio --

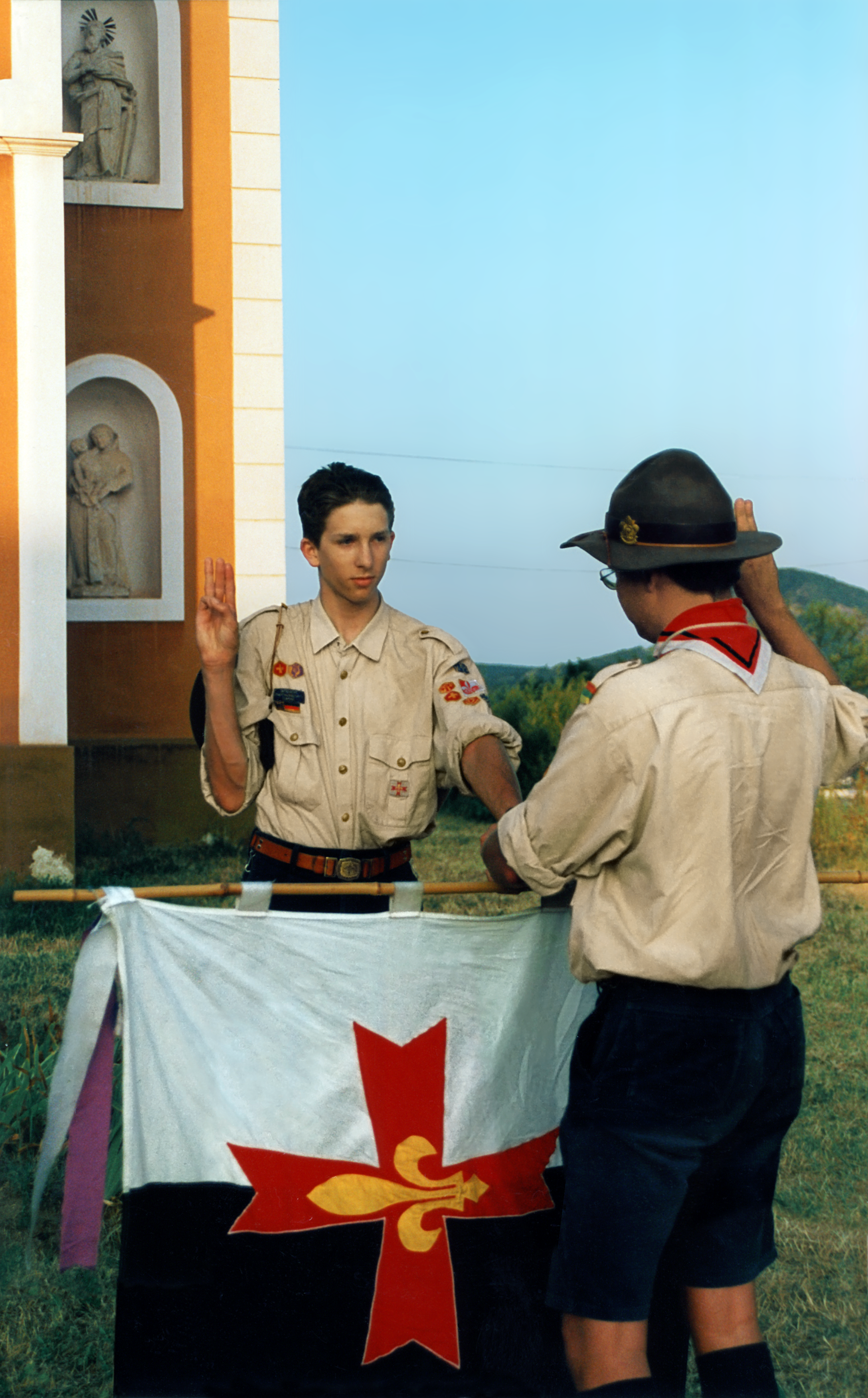
Promessa scout

 Per compiere il mio dovere verso Dio e verso la patria.

 Per aiutare le altre persone in ogni momento.

 Per osservare la Legge Scout.
(Promessa Scout, da Scautismo per ragazzi di Robert Baden-Powell)
La Promessa Scout viene pronunciata dallo scout solitamente dopo un periodo iniziale in cui viene verificata la sua disponibilità ad appartenere al movimento scout. Essa consiste nell'impegno di fedeltà nei confronti dei princìpi del movimento.

## Origini ed evoluzione
Come la Legge scout, anche la promessa venne istituita dal fondatore dello scautismo Robert Baden-Powell. La prima versione apparve nel libro Scautismo per ragazzi del 1908. Nel tempo ogni associazione ha rielaborato la promessa originaria, tuttavia alcuni elementi comuni sono presenti (richiesti dalle organizzazioni WOSM e WAGGGS):
- il riferimento al proprio onore
- la promessa di fare del proprio meglio
- l'impegno verso Dio, verso il proprio Paese, verso gli altri (o la propria famiglia)
- l'osservanza della Legge scout

Nonostante tali indicazioni, inizialmente Baden-Powell concesse a sei nazioni (Belgio, Cecoslovacchia, Francia, Lussemburgo, Paesi Bassi e Finlandia) di non includere il riferimento a Dio nella promessa. Nel 1932, il World Scout Committee (comitato del WOSM) decise che non sarebbero state fatte ulteriori eccezioni.

## In lingua italiana
La promessa scout in lingua italiana ha subìto modifiche nel tempo e a seconda degli scopi che ogni associazione si prefigge. La formula è quindi diversa di caso in caso:
- Associazione Scouts Cattolici Italiani (ASCI):[5][6]

- Per compiere il mio dovere verso Dio e verso la Patria;
- Di aiutare il prossimo in ogni circostanza;
- Di osservare la legge Scout.»

- Associazione Guide e Scouts Cattolici Italiani (AGESCI):[7]

- per compiere il mio dovere verso Dio e verso il mio Paese;
- per aiutare gli altri in ogni circostanza;
- per osservare la Legge scout.»

- Corpo Nazionale Giovani Esploratori ed Esploratrici Italiani (CNGEI):[8]

- vivere la Legge scout,
- impegnarmi nel mondo e per gli altri,
- crescere spiritualmente e migliorarmi ogni giorno.»

- Associazione Italiana di Scautismo Raider (Assoraider):[9]

- compiere il mio dovere d'amore verso Dio, la Patria, la Famiglia, l'Umanità;
- essere d'aiuto a chiunque in qualsiasi occasione;
- vivere secondo la Legge Scout.»

- Associazione Italiana Guide e Scouts d'Europa Cattolici (AIGSEC-FSE):[10][11]

- per servire Dio, la Chiesa, la Patria e l'Europa;
- per aiutare il prossimo in ogni circostanza;
- per osservare la Legge Scout (delle Guide).»

- Associazione Giovani Esploratori Sardi - (AGES - Boy Scouts de Sardigna):

- per compiere il mio dovere verso Dio, la Famiglia, la Comunità
- ed osservare la Legge Scout.»

- Associazione Veneta Scout Cattolici (AVSC):

- per adempiere al mio dovere verso Dio, la Patria, la Famiglia,
- aiutare il prossimo
- e osservare la Legge Scout.»

- Associazione Guide e Scout San Benedetto :

- per servire Dio, la Chiesa, la Patria,
- per aiutare il prossimo in ogni circostanza
- e per osservare la Legge Scout.»

## Promessa del Lupetto
(Promessa del Lupetto, dal Manuale dei Lupetti di Robert Baden-Powell - Sixth Bite, The Ceremony of Investiture of a Tenderpad (Sesto Morso, La Cerimonia di Investitura di una Zampa Tenera))
Baden-Powell, nel creare la branca dei lupetti, decise di dotarla di una promessa che, pur esprimendo gli stessi valori, lo facesse con una formulazione più semplice.
Per l'Agesci è
"Prometto, con l'aiuto e l'esempio di Gesù, di fare del mio meglio per migliorare me stesso, per aiutare gli altri, per osservare la legge del branco"